# ベル&ハウエル

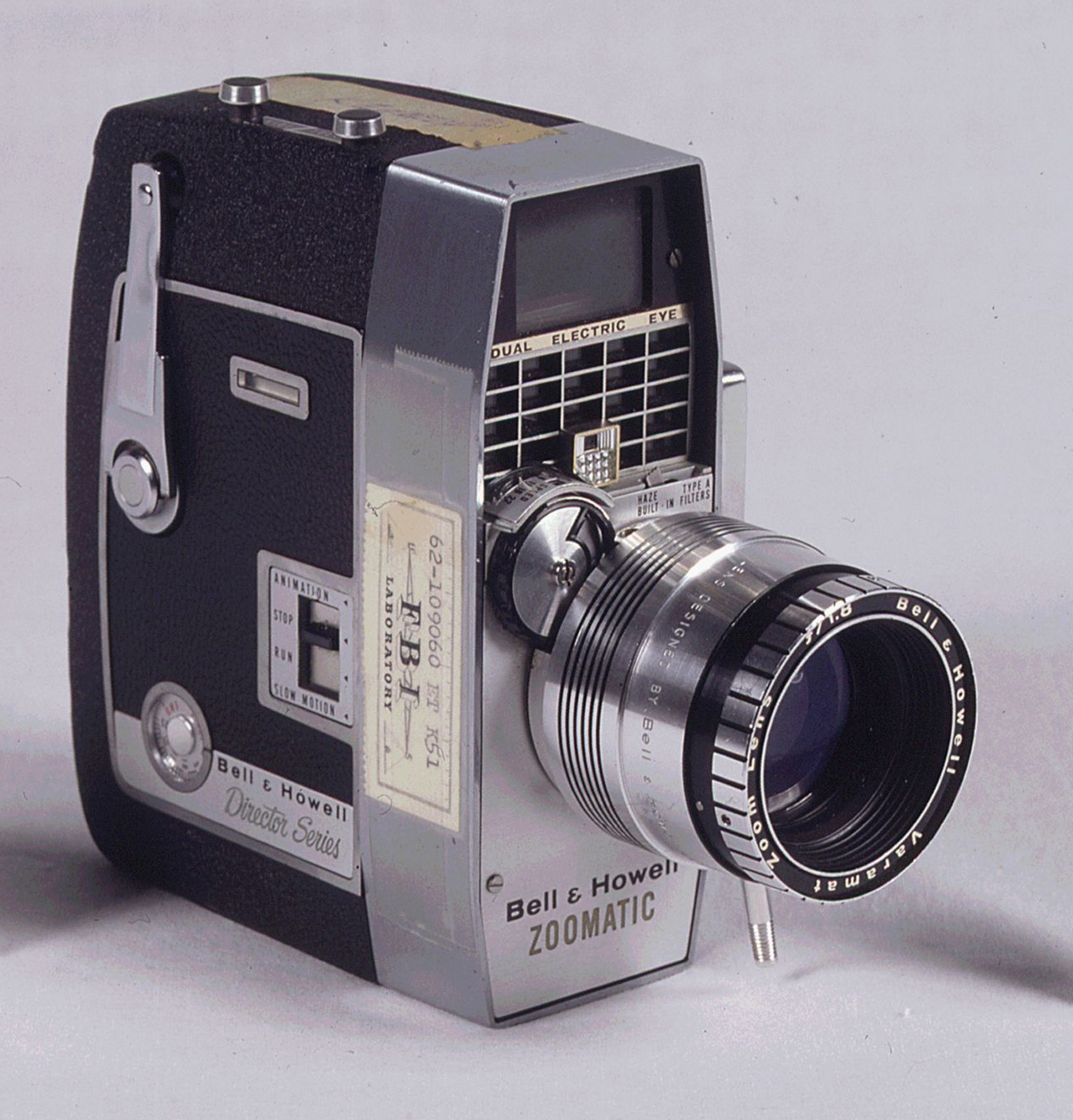
アメリカ国立公文書記録管理局が所蔵するズーマティック 8mm撮影機。

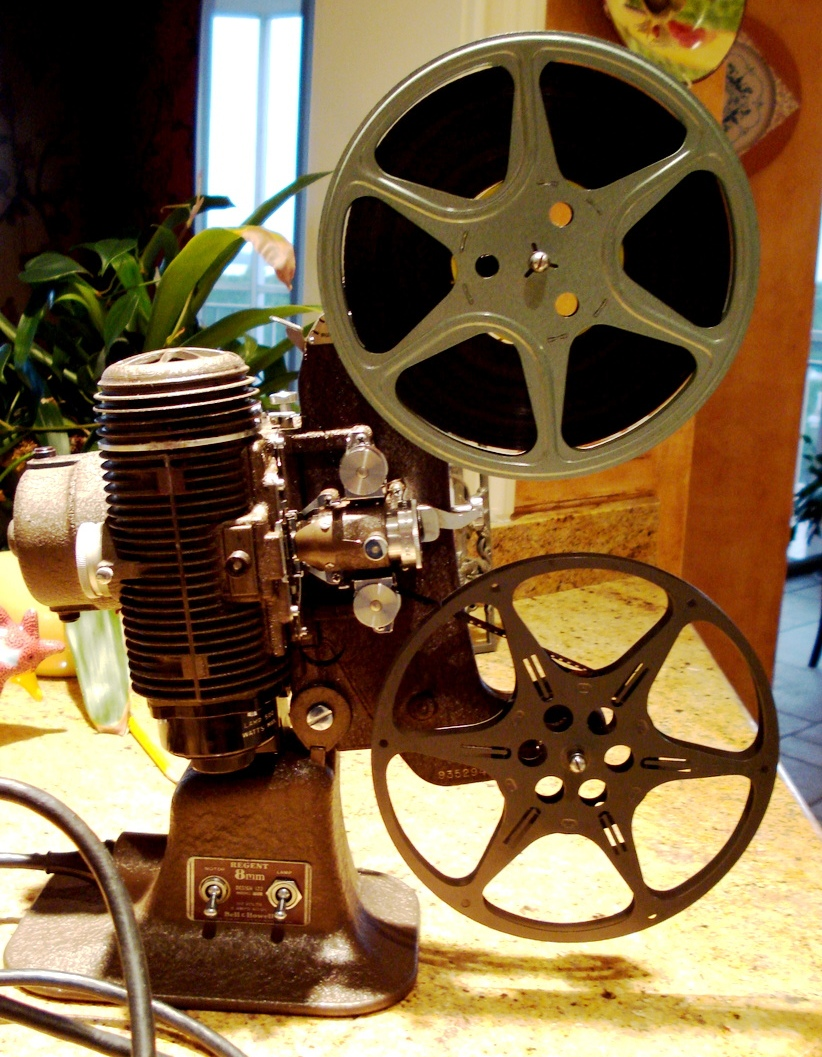
リージェント 家庭用8mm映写機。

ベル&ハウエル（英語: Bell & Howell）は、アメリカ合衆国の映画用機材を製造する企業として、1907年、イリノイ州ホイーリングに設立された会社である。ベーヴェ・システックが2003年に買収し、ベーヴェ・ベル&ハウエル（Böwe Bell & Howell）となるが、2011年にヴァーサ・キャピタル・マネジメントが同社を買収、社名を元に戻した。現在は、文書処理、マイクロフィルム機器、スキャナ、金融サービスを供給する企業である。同社の "Bell & Howell" の商標は、さまざまな電化製品メーカーにライセンスを供与している。
日本では、ベルハウエル、ベル・ハウエルなどの表記で知られる。

## 略歴
- 1907年2月17日、設立

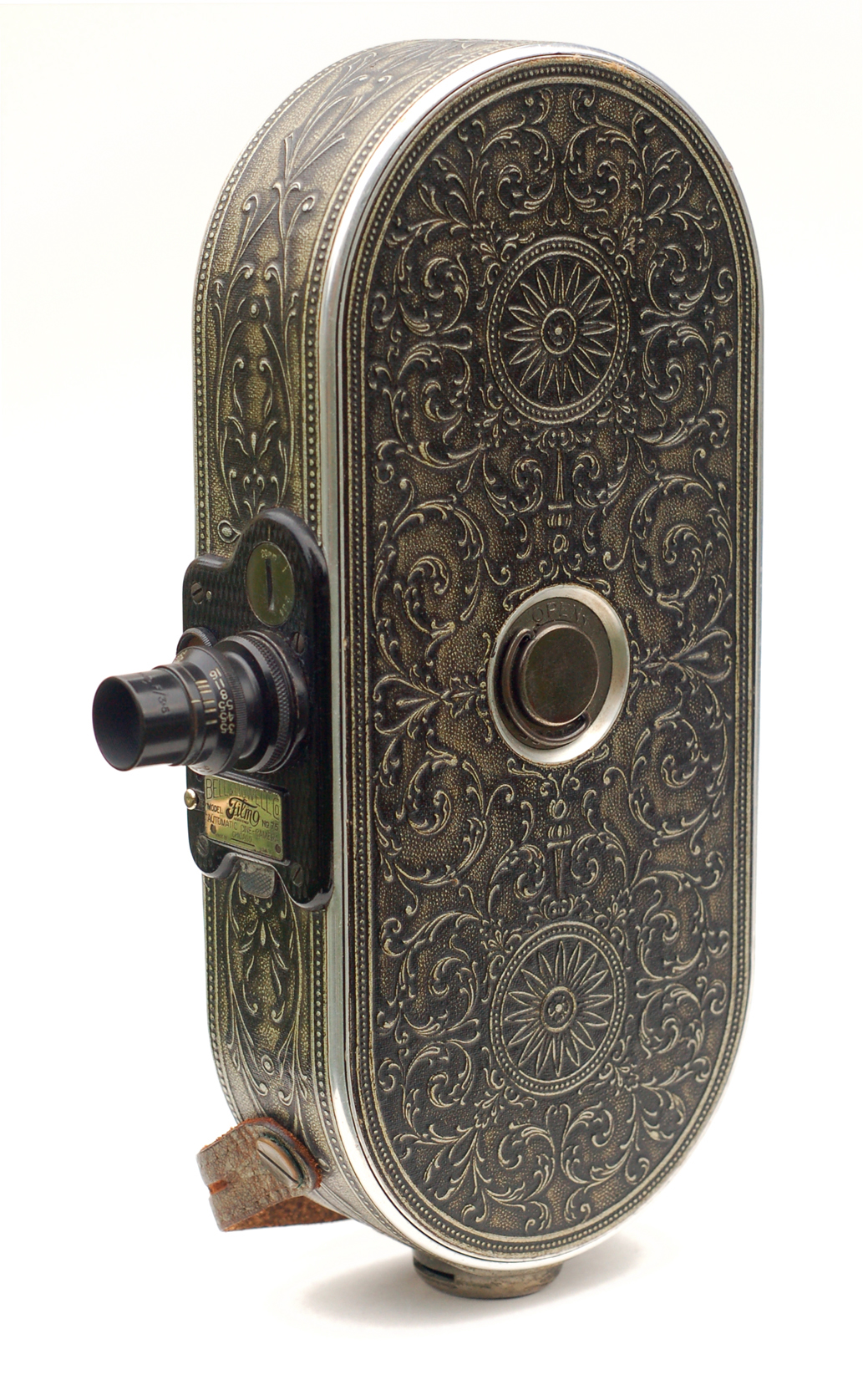
1923年に発売されたフィルモ70の後継機、フィルモ75（1928年）。

- 1909年、35mmフィルムの業務用撮影機スタンダード・シネマトグラフ2709を発表
- 1923年、16mmフィルム用撮影機フィルモ発売
- 1925年、35mmフィルム用撮影機アイモ発売
- 1934年、8mm撮影機を発表、フィルムカセットの導入
- 1935年、第7回アカデミー賞アカデミー科学技術賞受賞
- 1942年、イリノイ州リンカーンウッド（英語版）に本社移転
- 1946年、マイクロフィルム製造開始
- 1948年、スチルカメラのフォトン発売
- 1954年、第26回アカデミー賞アカデミー名誉賞受賞
- 1956年、オートロードEE（Autoload EE）発売
- 1961年、キヤノンとの提携開始、スチルカメラ、8mmカメラをてがける
- 1962年5月、第14回プライムタイム・エミー賞で冠番組『ベル&ハウエル クローズアップ』が各賞にノミネートされる。
- 1963年5月、第15回プライムタイム・エミー賞でも同様。
- 1963年11月22日、ケネディ大統領暗殺事件を撮影した414PD式8mm撮影機ズーマティックが注目される
- 1966年、ベル&ハウエル・スクール創立、デヴライ技術研究所（現在のデヴライ大学（英語版））の経営権獲得
- 1982年12月1日、Apple IIのベル&ハウエルモデル発売
- 2003年、買収されてベーヴェ・ベル&ハウエルに社名変更
- 2011年、買収されてベル&ハウエルに社名変更

## 概要

### 黎明期の映写機から

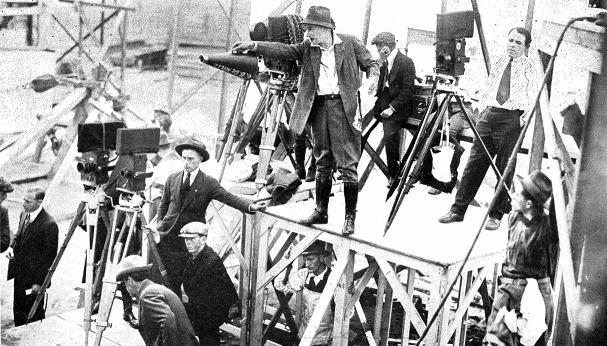
セシル・B・デミル監督とベル&ハウエルの技師たち。1920年。

1907年2月17日、ベル&ハウエル・カンパニーは設立された。イリノイ州クック郡の記録簿には8日後に正式に登録された。同年同月19日の朝10時、最初の株主総会が法律家W・G・ストロングの事務所で開催された。最初の取締役会が、1年の任期で選任された。取締役会長にドナルド・ジョーゼフ・ベル、秘書役にアルバート・サマーズ・ハウエル、副会長にマーグリット・V・ベル（ドナルドの妻）といったメンバーであった。ベルとハウエルの2人は映写技師であった。同年、35mmフィルム映写機のロータリー・フレイマーを発表、フリッカーを軽減した。
1908年、35mmフィルムのパーフォレーションの穿孔機を発表、さらに翌1909年には35mmフィルムの業務用撮影機を発表、以降その生産をつづけた。この手回し撮影機スタンダード・シネマトグラフ2709は、初期のサイレント映画に使用されたが、非常に高額でチャーリー・チャップリンのほかは3つの映画会社しか所有できなかった。1911年（明治44年）、映画の現像場向けの焼付け機材を発表する。
歴史上、同社はさまざまな異なるメディア技術を提供した。

### 小型の撮影機
1920年代からは、記録映画やニュース映画、アマチュア映画向けの小型映画用撮影機・映写機の開発を開始する。家庭用に成功を収めアマチュア映画のムーヴメントを生み出した16mm撮影機フィルモ（1923年末）、報道の分野で戦後のテレビ界でも活躍した35mmハンディカメラアイモ（1925年）、オートロードEE（Autoload EE, 1956年）といった撮影機を製造した。16mmフィルム用のサイレント、サウンドの両映写機や、16mmフィルム用の軍用ガンカメラN-6A型撮影機等である。
1926年10月4日、阪妻・立花・ユニヴァーサル連合映画の撮影所にカール・レムリが送り込んだ6台の撮影機は、いずれも同社の製品であった。1928年からは、京都の大沢商会が同社の光学機械の輸入を開始、大澤善夫はやがて1933年、J.O.スタヂオ（現在の東宝の前身の一社）を設立するに至る。
1934年、同社は初めての軽量小型の8mm撮影機を発表、フィルムカセットを導入した。以降、スタンダード8mmフィルム、1965年以降は、スーパー8mmフィルム向けの撮影機と映写機を製造した。
1935年、同社は第7回アカデミー賞において、「全自動音響および焼付け機材の開発」に対し、アカデミー科学技術賞が贈られた。

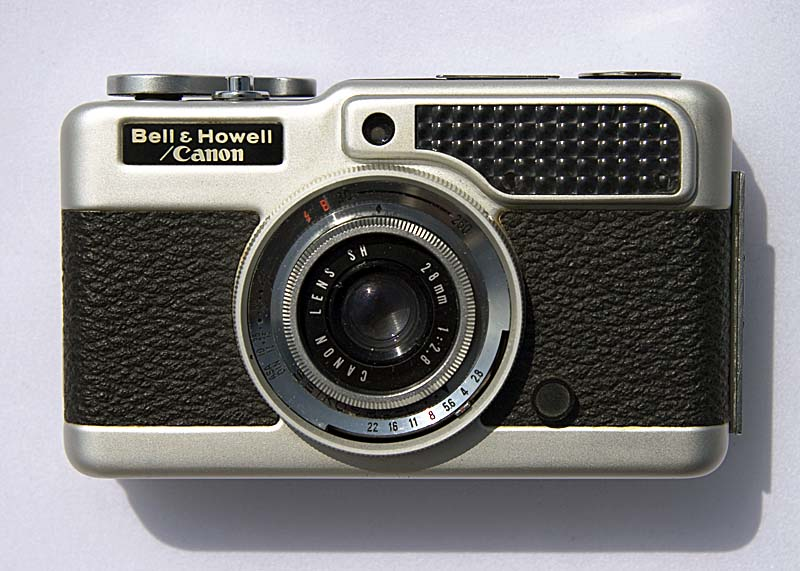
キヤノンとの提携で生まれたデミ。

1946年には、マイクロフィルムの製造を開始している。1948年に発売したスチルカメラ「フォトン」は短命に終わった。ほかにも、スライド映写機や、オーバーヘッドプロジェクタなどを手がけた。1949年から1964年まで、後の政治家チャールズ・パーシーが社長を務めた。パーシーの経営によって売上高は32倍増に飛躍し、ニューヨーク証券取引所で株式を公開するに至る。
1954年、同社は第26回アカデミー賞において、「映画産業の進歩における開拓者的、基本的功績」に対し、アカデミー名誉賞を受賞した。
1961年から1976年にかけて、日本の企業キヤノンと提携、スチル写真用のカメラを製品のラインナップに載せた。35mm一眼レフカメラは、キヤノンがベル&ハウエルのロゴをつけて製造したものである。キヤノン キヤノネットシリーズ、キヤノン デミシリーズ等である。ベル&ハウエルは、1970年代の初期には、映画用撮影機の生産をやめていた。
1962年および1963年の5月、同社が提供するABC（アメリカン・ブロードキャスティング・カンパニー）のドキュメンタリーテレビ映画の冠番組『ベル&ハウエル クローズアップ!』が、第14回および第15回プライムタイム・エミー賞で各賞にノミネートされる。
同年11月22日、ケネディ大統領暗殺事件を偶然撮影したダラス市民エイブラハム・ザプルーダーが使用したカメラが、同社の414PD式8mm撮影機ズーマティックであったため、同機は「ザプルーダー・カメラ」と呼ばれるようになる。

### 多角経営
ベル・メディア傘下のカナダのテレビ局、CTVトロントのキャスター、オースティン・デラニーは、1960年代から1970年代にかけて、カナダのベル＆ハウエルの社長を務めた。1960年代にはコンソリデイテッド・エンジニアリングを買収、のちに1970年代半ばにデュポンに売却した。

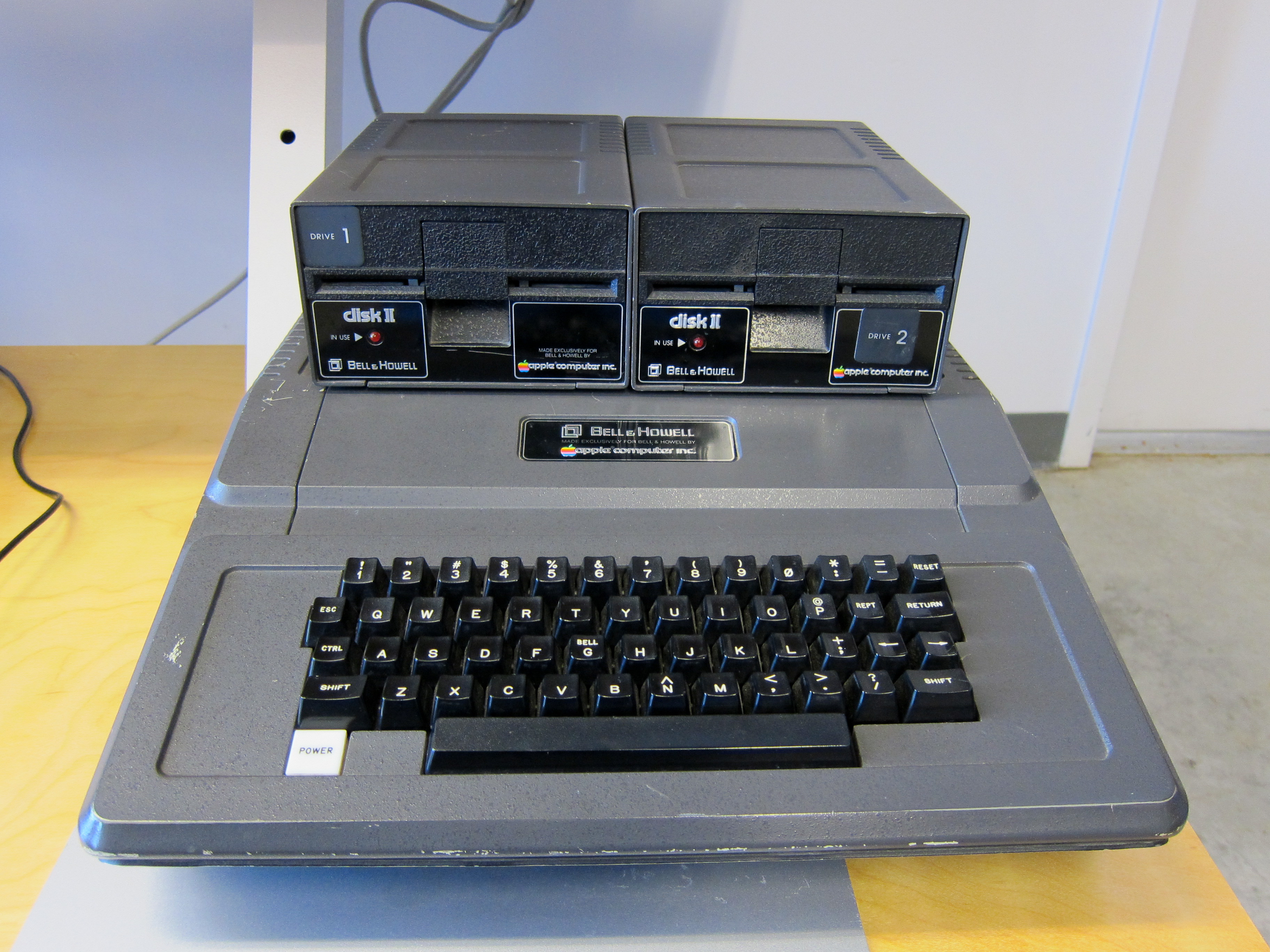
アップルII ベル&ハウエルモデル。

同社は、学校や企業向けのメディア機材の供給におけるリーディングカンパニーであった。フィルム現像分野の事業は、分社化してBHP社となり、現在ではリサーチ・テクノロジー・インターナショナル社の一事業部となっている。
1980年代には、ユニヴァーシティ・マイクロフィルムズ・インターナショナル（UMI）を買収、プロクエストという製品を製造した。UMI社は、2001年6月6日、同社は、プロクエストとなり、ニューヨーク証券取引所に上場している（NYSE "PQE"）。
1982年12月1日、教育向けに、アップルIIのベル&ハウエルモデルを発売した。

## 教育事業
同社は、1907年に社内に教育事業部を設立している。同事業部は、1966年にベル&ハウエル・スクールを創立した。同年、同事業部はデヴライ技術研究所の経営権を取得する。2年後の1968年、同事業部は同研究所の経営収益を通じてオハイオ州コロンバスのオハイオ技術研究所を買収した。これらは現在、デヴライ大学になっている。長年にわたり、同事業部は多様な研究組織や研究所の売買を通じて、多額の利益を得ている。

## フィルモグラフィ
インターネット・ムービー・データベースによれば、同社は、1941年に7本（すべてセルゲイ・エイゼンシュテイン監督作）、1969年に1本の映画を製作した記録がある。
- 『サポテカの村』 Zapotecan Village : 監督セルゲイ・エイゼンシュテイン、1941年
- 『スペイン人とインディアン』 Spaniard and Indian : 監督セルゲイ・エイゼンシュテイン、1941年
- 『メキシコは行進する』 Mexico Marches : 監督セルゲイ・エイゼンシュテイン、1941年
- 『メキシコ交響楽』 Mexican Symphony : 監督セルゲイ・エイゼンシュテイン、1941年
- 『大地と自由』 Land and Freedom : 監督セルゲイ・エイゼンシュテイン、1941年
- 『希望の偶像』 Idol of Hope : 監督セルゲイ・エイゼンシュテイン、1941年
- 『十字征服』 Conquering Cross : 監督セルゲイ・エイゼンシュテイン、1941年
- 『ザ・モニターズ』 The Monitors : 監督ジャック・シェア（英語版）、1969年

## ギャラリー

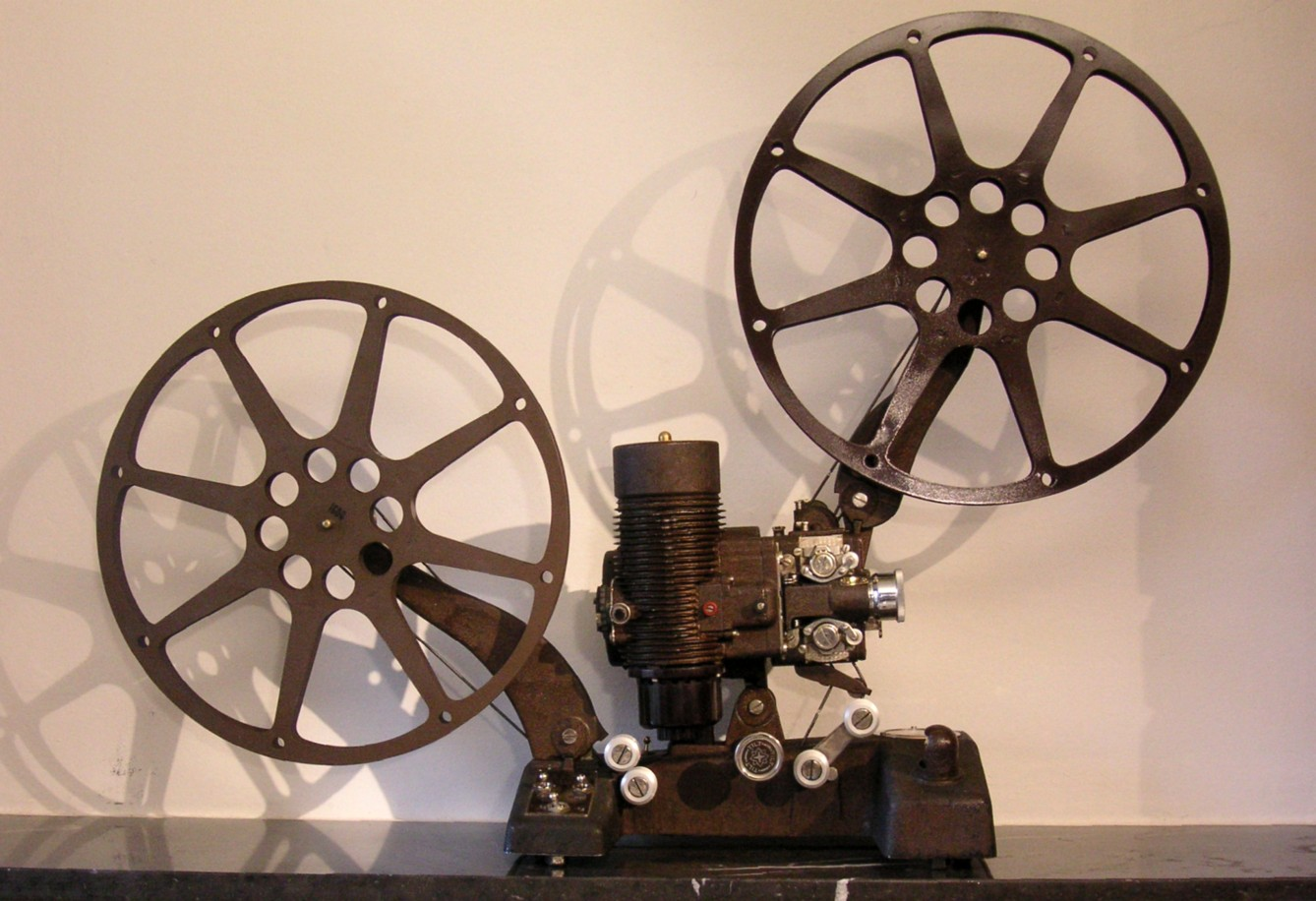
フィルモ129 16mmフィルム用サイレント映写機。
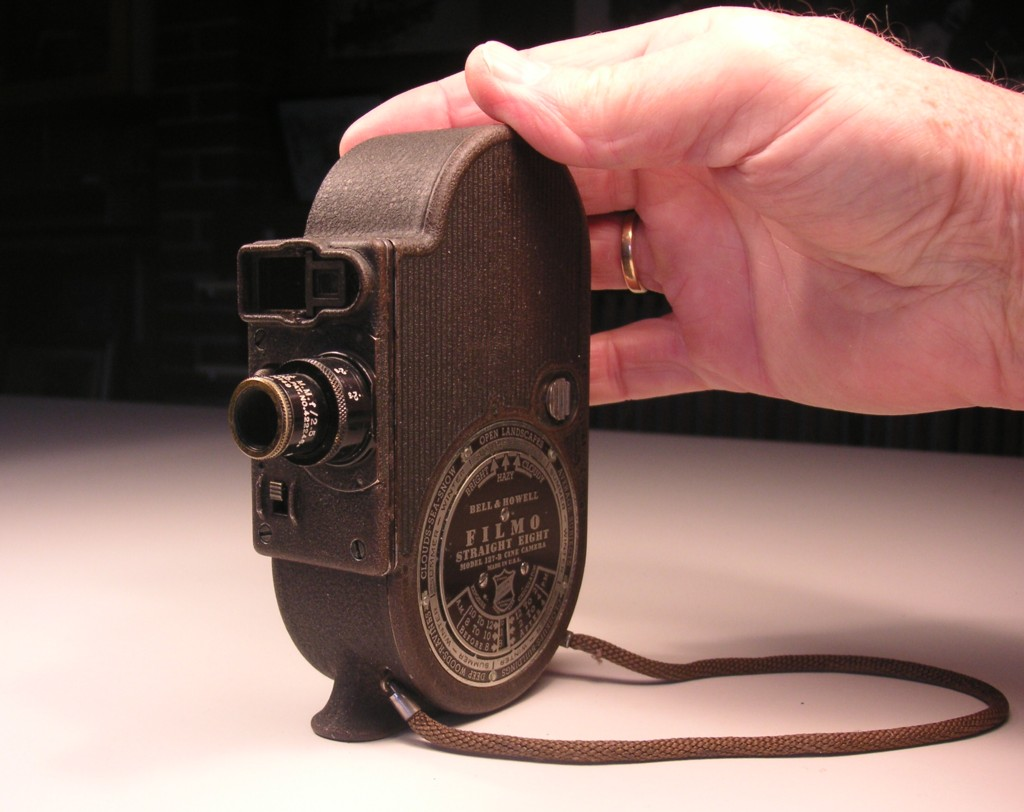
フィルモ・ストレート・エイト 8mmフィルム用アマチュア撮影機。
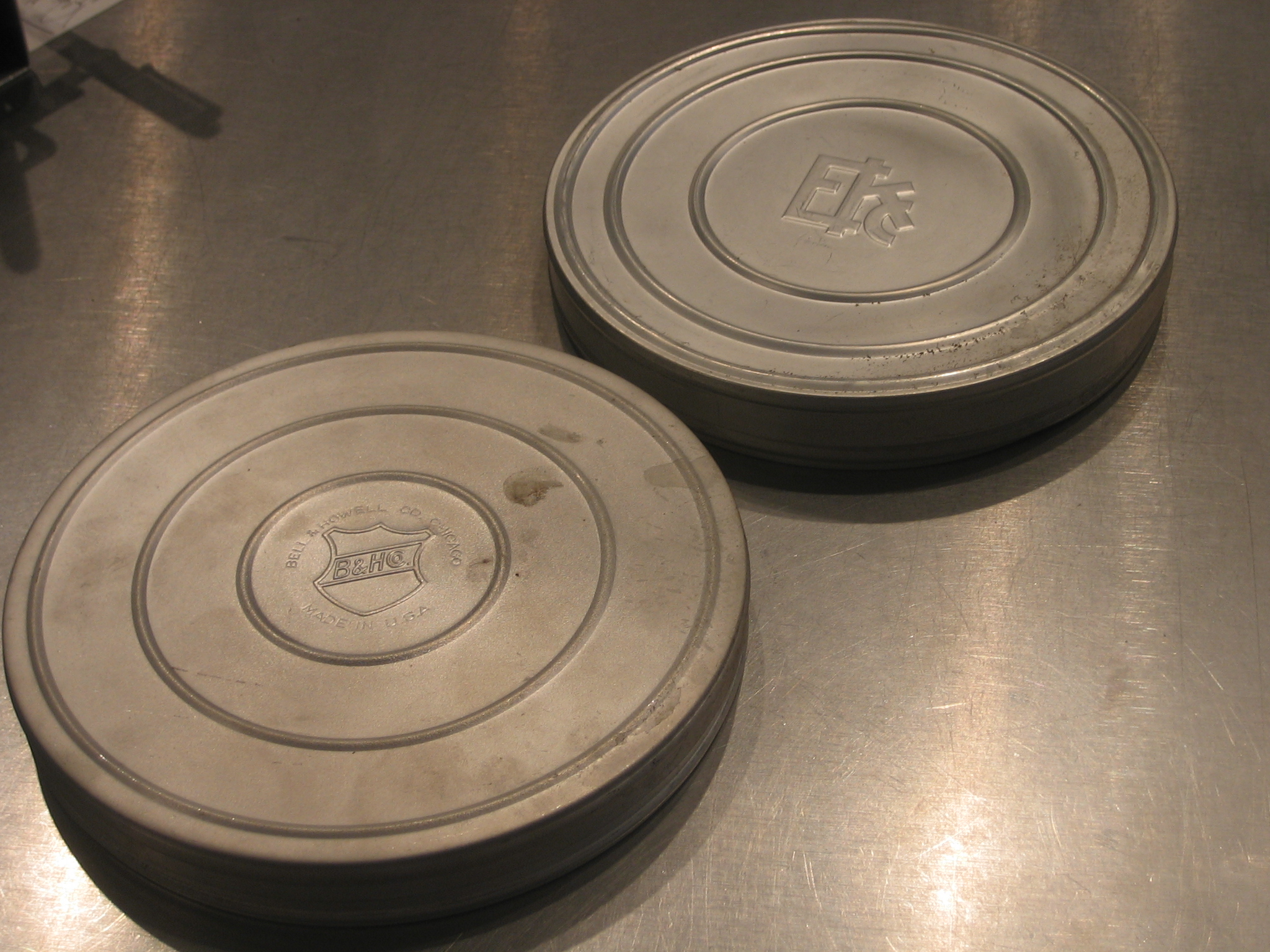
左が同社のフィルム缶である。旧社章。
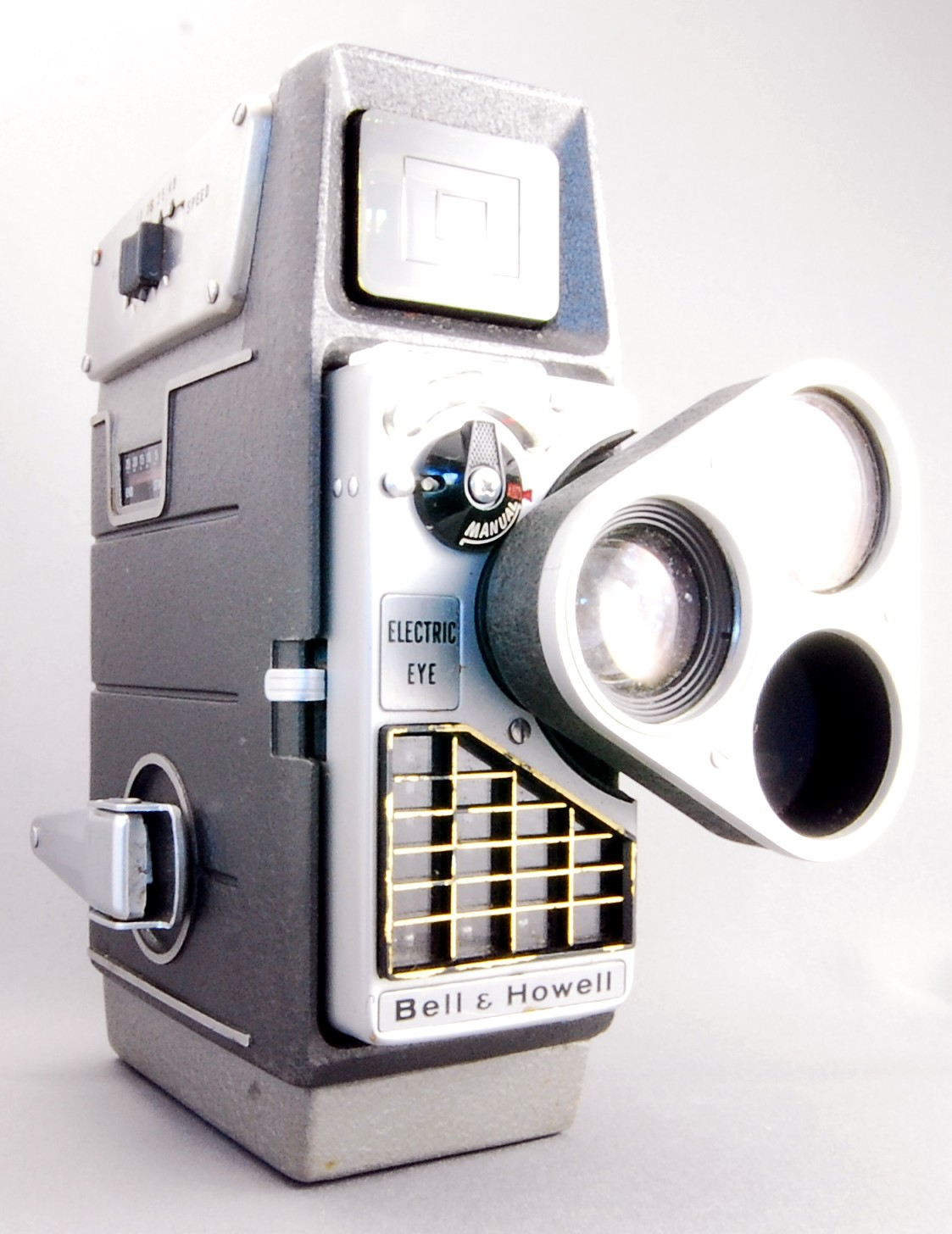
エレクトリック・アイ 8mmフィルム用家庭用カメラ。
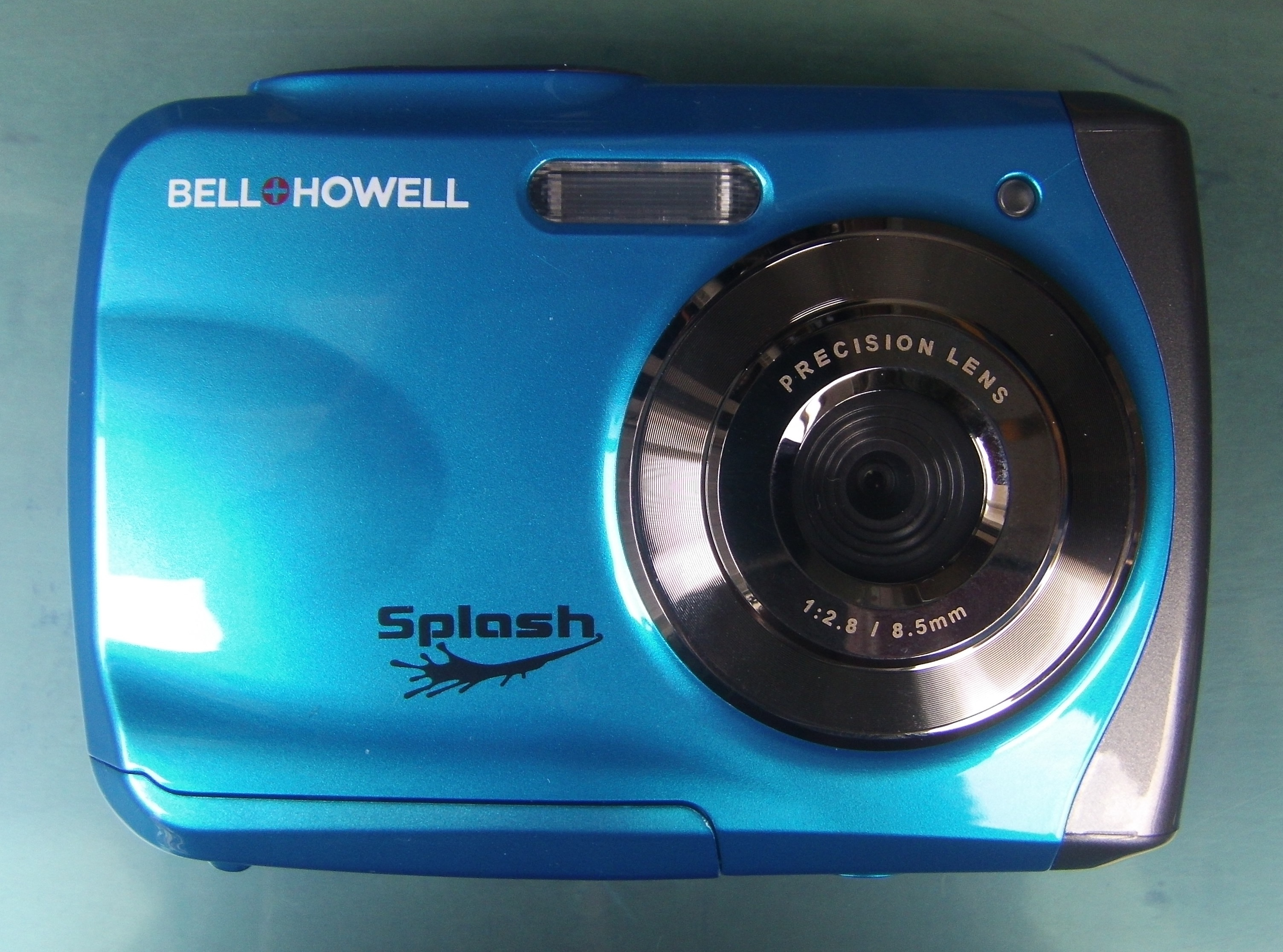
コンパクトデジタルカメラ　防水仕様である。